# Marsh Harbour
Marsh Harbour is een stad op een schiereiland van het eiland Great Abaco van de Abaco-eilanden. Met 6.607 inwoners (volkstelling 2000) is het de grootste plaats op de Abaco-eilanden en de derde stad van de eilandenstaat de Bahama's. Het vormt het belangrijkste centrum voor toerisme van de Abaco-eilanden en heeft daarnaast een scheepswerf en een luchthaven.
De stad ligt iets verwijderd van de Great Abaco Highway, een weg die zich uitstrekt door Great Abaco naar het zuiden, naar Cherokee Point en Little Harbour. Ten noorden van de stad krijgt deze weg de naam S.C. Bootle Highway en loopt verder in noordelijke en westelijke richting, naar Treasure Cay en Little Abaco.
In de stad bevinden zich een postkantoor, boekenzaak, een aantal supermarkten, reisbureaus en andere toerisitsche voorzieningen. De meeste toeristen komen er om te varen, kajakken, zwemmen of snorkelen en verblijven daarbij meestal in een van de lodges nabij de waterkant.
In 2001 nam R&B-zangeres Aaliyah hier de muziekvideo "Rock the Boat" op en verongelukte vervolgens tijdens de vlucht terug vanaf de luchthaven van Marsh Harbour, alsook 8 anderen aan boord.